# 就職率
就職率（しゅうしょくりつ）は、就職に至った割合を表す数値である。日本では、求職者に対する就職件数の割合のことを指す。

## 各統計
就職に至った割合の統計は複数あり、公共職業安定所（ハローワーク）における求人、求職、就職の状況をとりまとめたものである「一般職業紹介状況(職業安定業務統計)」による「就職率」、「大学，短期大学，高等専門学校及び専修学校卒業予定者の就職内定状況等調査（就職（内定）状況調査）」による「就職率」、「学校基本調査」による「卒業者に占める就職者の割合」などがある。

### 就職（内定）率
公的統計では、「大学等卒業予定者の就職状況調査」（厚生労働省）や、就職を希望する高校生の就職率を調査した「高校・中学新卒者の就職内定状況等」（厚生労働省）、「大学，短期大学，高等専門学校及び専修学校卒業予定者の就職内定状況等調査」（文部科学省）がある。
- 計算式[5]
  - 就職者数÷就職希望者数

就職を希望している人のうち、どれだけの人数が就職したか（または、内定をもらえたか）という割合。ここでの就職者とは、正規の職員（1年以上の非正規の職員として就職した者を含む）として最終的に就職した者（企業等から採用通知などを受けた者）を指し、就職希望者とは、卒業年度中に就職活動を行い、大学等卒業後速やかに就職することを希望する者をいう（「進学」「自営業」「家事手伝い」「留年」「資格取得」などを希望する者は含まない。）。調査は年4回調査を実施しており、10月1日現在、12月1日現在、2月1日現在の調査結果は「就職内定率」、4月1日現在の調査結果を「就職率」としている。
かつては、学校基本調査における卒業者に占める就職者の割合も就職率と呼んでいたが、2013年に文科省は、混乱を避けるために、就職（内定）状況調査における就職率を就職率として扱うこととすると発表した。
就職を希望していたが就職活動を断念した学生や公務員浪人・フリーターになる予定の学生は、母数から外されてしまい、実態と異なるため、就職率が上昇してしまうと指摘する者もいる。

### 卒業者に占める就職者の割合
公的統計では、学校基本調査（文部科学省）がある。
- 計算式
  - 就職決定者数÷卒業者

学校の卒業者のうち、どれだけの人数が就職したかという割合。国立大学の場合、私立大学より進学率が通常高いので、就職率は低くなる。
なお、式の都合上、異なる年の値を比べた際に、就職決定者数が同じであっても卒業者数が多ければ率は下がり、少なければ率は上がるため、率だけでなく卒業者数自体の増減についても留意する必要がある。

### 就職希望率
- 計算式
  - 就職希望者÷卒業予定者数

卒業予定者数に占める就職希望者の割合。厚生労働省と文部科学省が共同で調査した就職状況調査にこの項目がある。

## 推移
各教育段階終了後の推移は、以下のとおりとなっている。値については、特に断り書きがない限り、学校基本調査（文部科学省）における「卒業者に占める就職者の割合」である。

### 中学校卒業後
かつては労働の担い手と期待され、集団就職といった現象も見られたが、進学率の上昇や、就職者の高学歴化による需要の減少などから値は低くなっている。特に国立・私立の中学校では、全都道府県合わせても毎年数人程度しか就職者が存在せず、公立中学校（数千人）と比較して非常に少ない。
戦後のピークは、中学校は1952年47.5％、高校は1961年の64％。2004年は中学校0.7％(男1.0％ 女0.4％)、高校16.9％（男19.1％ 女14.7％）となっている。
職種は、以前は事務職や販売職といったホワイトカラーもあったが、今は技能工であるブルーカラーが大半となっている。また、中卒は離職率が高い。
関東、近畿、四国は低く、東北、九州が高い傾向にある。2004年時点で一番高いのは宮崎県（31.3％）。一番低いのは東京都（6.8％）。

### 高校卒業後
2009年度卒では最高が富山県の98.1%、最低は沖縄県の75.9%。前年まで4年連続最低だった北海道は79.3%。ただ、その北海道は地元志向（特に親元のある地元市町村志向）が非常に強く、長期不況の影響もあり、長年低就職率にあえいでいる。

### 高等専門学校・短期大学卒業後
高校や大学と違い、就職率は比較的高い。男性が比較的多い高専卒業者は一貫してほぼ100%の就職率を保っている。女性が比較的多い短大卒業者は看護、保育などの専門性および女性の就職率の高さからバブル経済時には90％近かったが、バブル崩壊後は急速に低下した。
短大卒業者の戦後のピークは、1990年、1991年の87％。2004年は61.6％（男47.7％ 女63.2％）となっているが、学科によって大きく進学率は変わる。

### 大学卒業・大学院修了後
大学卒業者については、1951年に76.2%を記録して以降70%を堅持し、1962年には86.6%を記録したが、バブル経済崩壊後の1995年に67.1%を記録して以降70%未満が続き、2003年は55.1％（男52.6％、女58.8％）まで下落した。2017年に71.1%を記録して以降70%以上が続いており、2019年は78.0%であった。以前は男性の方が就職率は高かったが、2000年以降は女性の方が高くなっており、地域によっては10％以上の差がある。
就職者には、パートやアルバイトの他家事、ボランティアは含まない。2012年以降は、就職者の割合だけでなく、正規の職員等として就職した者の割合も算出するようになった。2012年時では正規の職員等の割合は60.0%(就職者の割合は63.9%、正規の職員等でない者が3.9%)であったが、2019年時では75.3%(就職者の割合は78.0%、正規の職員等でない者が2.7%)となった。なお各区分について、正規の職員等は雇用期間の定めがない者を指し、正規の職員等でない者は雇用期間の定めが1年以上あり、かつ週30時間以上所定労働がある者を指す。雇用期間の定めが1年未満または、所定労働時間が週30時間未満の者は一時的な仕事に就いた者に区分され、就職者に該当しない。

大学院修了者に関しても、修士・博士・専門職学位を問わず、大学卒同様、公務員浪人など、資格取得などが目的で就職しない者が少なくない。だが、昨今では修了時点での就職が決まらない者が多くなっており、特に博士了についてはオーバードクターという現象が目立つようになっている。

## 資料
| 年卒        | 中学校 | 高校 | 高等専門学校 | 短期大学 | 大学 | 修士課程 | 博士課程 | 専門職学位課程 |
| ----------- | ------ | ---- | ------------ | -------- | ---- | -------- | -------- | -------------- |
| 1950（S25） | 45.2   | 44.9 | -            | -        | 63.8 | -        | -        | -              |
| 1960（S35） | 38.6   | 61.3 | -            | 58.9     | 83.2 | -        | -        | -              |
| 1970（S45） | 16.3   | 58.2 | 96.7         | 70.3     | 78.1 | 56.4     | 62.9     | -              |
| 1980（S55） | 3.9    | 42.9 | 89.1         | 76.0     | 75.3 | 63.8     | 62.1     | -              |
| 1990（H2）  | 2.8    | 35.2 | 85.9         | 87.0     | 81.0 | 73.0     | 65.1     | -              |
| 1995（H7）  | 1.5    | 25.6 | 74.2         | 65.4     | 67.1 | 67.3     | 62.6     | -              |
| 2000（H12） | 1.0    | 18.6 | 59.7         | 56.0     | 55.8 | 62.9     | 55.9     | -              |
| 2005（H17） | 0.7    | 17.4 | 53.8         | 65.0     | 59.7 | 67.7     | 57.2     | 76.9           |
| 2010（H22） | 0.4    | 15.8 | 51.5         | 65.4     | 60.8 | 71.4     | 61.9     | 34.8           |
| 2011（H23） | 0.4    | 16.3 | 54.3         | 68.2     | 61.6 | 72.6     | 63.9     | 37.5           |
| 2012（H24） | 0.4    | 16.8 | 57.6         | 70.8     | 63.9 | 73.3     | 67.3     | 43.1           |
| 2013（H25） | 0.4    | 17.0 | 58.0         | 73.5     | 67.3 | 73.7     | 65.8     | 45.8           |
| 2014（H26） | 0.4    | 17.5 | 57.6         | 75.2     | 69.8 | 74.4     | 66.0     | 48.4           |
| 2015（H27） | 0.4    | 17.8 | 58.3         | 78.1     | 72.6 | 76.2     | 67.2     | 52.8           |
| 2016（H28） | 0.3    | 17.9 | 57.9         | 79.2     | 74.7 | 77.5     | 67.4     | 54.9           |

| 年卒        | 卒業者数 | 大学院等 進学者数 | 就職者数 | 一時的な職に 就いた者の数 | 大学院等 進学率 | 就職率 | 一時的な職に 就いた者の割合 |
| ----------- | -------- | ----------------- | -------- | ------------------------- | --------------- | ------ | --------------------------- |
| 1990（H2）  | 400,103  | 27,101            | 324,164  | 3,645                     | 6.8             | 81.0   | 0.9                         |
| 1991（H3）  | 428,079  | 30,028            | 347,862  | 3,482                     | 7.0             | 81.3   | 0.8                         |
| 1992（H4）  | 437,878  | 33,381            | 350,070  | 3,941                     | 7.6             | 79.9   | 0.9                         |
| 1993（H5）  | 445,774  | 37,318            | 339,901  | 5,494                     | 8.4             | 76.2   | 1.2                         |
| 1994（H6）  | 461,898  | 43,890            | 325,447  | 7,709                     | 9.5             | 70.5   | 1.7                         |
| 1995（H7）  | 493,277  | 46,329            | 331,011  | 9,280                     | 9.4             | 67.1   | 1.9                         |
| 1996（H8）  | 512,814  | 48,218            | 337,820  | 10,514                    | 9.4             | 65.9   | 2.1                         |
| 1997（H9）  | 524,512  | 47,906            | 349,271  | 10,738                    | 9.1             | 66.6   | 2.0                         |
| 1998（H10） | 529,606  | 49,706            | 347,562  | 11,957                    | 9.4             | 65.6   | 2.3                         |
| 1999（H11） | 532,436  | 54,023            | 320,119  | 16,023                    | 10.1            | 60.1   | 3.0                         |
| 2000（H12） | 538,683  | 57,663            | 300,718  | 22,633                    | 10.7            | 55.8   | 4.2                         |
| 2001（H13） | 545,512  | 58,662            | 312,471  | 21,514                    | 10.8            | 57.3   | 3.9                         |
| 2002（H14） | 547,711  | 59,676            | 311,495  | 23,205                    | 10.9            | 56.9   | 4.2                         |
| 2003（H15） | 544,894  | 62,251            | 299,987  | 25,255                    | 11.4            | 55.1   | 4.6                         |
| 2004（H16） | 548,897  | 64,610            | 306,414  | 24,754                    | 11.8            | 55.8   | 4.5                         |
| 2005（H17） | 551,016  | 66,108            | 329,125  | 19,507                    | 12.0            | 59.7   | 3.5                         |
| 2006（H18） | 558,184  | 67,298            | 355,820  | 16,659                    | 12.1            | 63.7   | 3.0                         |
| 2007（H19） | 559,090  | 67,175            | 377,776  | 13,287                    | 12.0            | 67.6   | 2.4                         |
| 2008（H20） | 555,690  | 67,372            | 388,480  | 11,485                    | 12.1            | 69.9   | 2.1                         |
| 2009（H21） | 559,539  | 68,422            | 382,434  | 12,991                    | 12.2            | 68.4   | 2.3                         |
| 2010（H22） | 541,428  | 72,539            | 329,132  | 19,332                    | 13.4            | 60.8   | 3.6                         |
| 2011（H23） | 552,358  | 70,465            | 340,143  | 19,107                    | 12.8            | 61.6   | 3.5                         |

| 年卒        | 卒業者数 | 大学院等 進学者数 | 就職者数 （正社員） | 就職者数 （非正社員） | 一時的な職に 就いた者の数 | 大学院等 進学率 | 就職率 （正社員） | 就職率 （非正社員） | 一時的な職に 就いた者の割合 |
| ----------- | -------- | ----------------- | ------------------- | --------------------- | ------------------------- | --------------- | ----------------- | ------------------- | --------------------------- |
| 2012（H24） | 558,692  | 65,683            | 335,048             | 21,963                | 19,569                    | 11.8            | 60.0              | 3.9                 | 3.5                         |
| 2013（H25） | 558,853  | 63,334            | 353,125             | 22,734                | 16,736                    | 11.3            | 63.2              | 4.1                 | 3.0                         |
| 2014（H26） | 565,573  | 63,027            | 372,509             | 22,259                | 14,519                    | 11.1            | 65.9              | 3.9                 | 2.6                         |
| 2015（H27） | 564,035  | 62,238            | 388,578             | 21,132                | 11,730                    | 11.0            | 68.9              | 3.7                 | 2.1                         |
| 2016（H28） | 559,678  | 61,521            | 398,979             | 19,116                | 10,184                    | 11.0            | 71.3              | 3.4                 | 1.8                         |
| 2017（H28） | 567,763  | 67,734            | 413,971             | 18,362                | 9,183                     | 11.9            | 71.3              | 3.4                 | 1.6                         |
| 2018（H28） | 565,436  | 66,830            | 419,088             | 17,068                | 8,684                     | 11.8            | 71.3              | 3.4                 | 1.5                         |
| 2019（H28） | 572,639  | 65,355            | 430,957             | 15,925                | 8,165                     | 11.4            | 71.3              | 3.4                 | 1.4                         |